# 太田資言
太田 資言（おおた すけとき）は、江戸時代後期の大名。遠江国掛川藩4代藩主。通称は洋之進。官位は従五位下・備後守。掛川藩太田家8代。

## 略歴
2代藩主・太田資愛の四男。母は側室と言われている。正室は牧野忠精の娘。
先代藩主の兄・資順の養嗣子となり、文化5年（1808年）の資順の死去により跡を継いだ。しかし2年後の文化7年（1810年）6月2日（または6月17日）に29歳で死去し、跡を娘婿で養嗣子の資始が継いだ。
法号は道円月成貝了院。墓所は静岡県三島市の妙法華寺。

## 系譜
父母
- 太田資愛（実父）
- 太田資順（養父）

正室
- 牧野忠精の娘

子女
- 太田資始正室

養子
- 太田資始 - 堀田正穀の三男